# Paul Petschek
Paul Petschek (21. června 1886, Praha – 18. srpna 1946) pocházel z pražské židovské bankéřské a podnikatelské rodiny Petschků.
Paul Petschek byl členem úspěšné židovské bankéřské rodiny, která roku 1920 založila bankovní dům Petschek a spol. Paul Petschek se narodil jako syn Isidora Petschka.
Doktorát získal za chemii. Spolu s bratry Ottem, Friedrichem a Hansem a strýcem Juliem Petschkem a jeho synem Waltrem založil v listopadu roku 1920 vlastní bankovní dům Petschek a spol. (Bankhaus Petschek & Co.), pro který byl v letech 1923–1929 podle návrhů architekta Maxe Spielmanna postaven jako sídlo Petschkův palác. Paul od října 1928 zastupoval rodinné zájmy v Německu, kde žil v Berlíně-Wannsee. Od května 1936 byl zástupcem rodiny v Londýně.
Rodinnou rezidenci si vybudoval v Bubenči stejně jako jeho bratři Friedrich a Otto (1882–1934).
Po roce 1945 se vila Otto Petschka stala rezidencí velvyslanců USA a v rezidenci Friedricha Petschka sídlí velvyslanectví Ruské federace. Podle seznamu nemovitého majetku rodiny Petschků a Gellertů vypracovaného pravděpodobně po skončení druhé světové války byla posledním majitelem pozemku v Pelléově ulici (stp. 24 s parkem – Čínské velvyslanectví) Marianna Gellertová.